# 鮎川盛長
鮎川 盛長（あゆかわ もりなが）は、戦国時代から安土桃山時代にかけての武将。上杉氏の家臣。大葉沢城主。揚北衆。

## 略歴
鮎川氏は揚北衆と呼ばれる越後国北部の国人で越後岩船郡を領する。
本家筋にあたる同族本庄氏とは度々互いの領地の境界線を巡って争った間柄である。本庄氏の家督争いの時には鮎川氏は本庄繁長に滅ぼされた小河長資を支持していたと言われている。本庄繁長の乱の原因として、盛長が本庄繁長を陥れたからだとする伝承があり、実際に乱が起きると積極的に繁長討伐に加わっている。上杉謙信が亡くなった後の天正8年（1580年）秋には本庄繁長が色部長実らと盛長討伐に乗り出し、盛長は新発田重家の支援でこれを斥けている。
天正6年（1578年）の御館の乱では上杉景虎方に加勢し、上杉景勝に加担した同族の本庄繁長と戦った。その後に景虎方は敗れたが盛長は帰参を許される。御館の乱の論功行賞のこじれによって新発田重家の乱が勃発した際、どちらにも与せず静観を決め込んだため没落した。しかし1582年に景勝が発給した書状では盛長は新発田方とみなされている。
盛長には嗣子がなく、越中国の神官二宮長恒の子・秀定を養子とした。秀定は加賀国前田氏に仕えたが、秀定の後を継いだ信重（本庄長房の子）が寛永16年（1639年）に上杉定勝に仕え上杉氏の家臣に復帰した。